# 786
786 (DCCLXXXVI) var ett normalår som började en söndag i den julianska kalendern.

## Händelser

### Okänt datum
- Domkyrkan i Aachen börjar byggas.

## Födda
- Junna, japansk kejsare
- Saga, japansk kejsare

## Avlidna
- Lullus, anglosaxisk missionär.
- Wang (kejsarinna), kinesisk kejsarinna.